# کریستیان گرهارت لئوپولد
کریستیان گرهارت لئوپولد (آلمانی: Christian Gerhard Leopold؛ ‏ ۲۴ فوریه ۱۸۴۶ – ۱۲ سپتامبر ۱۹۱۱) پزشک متخصص زنان و زایمان اهل آلمان بود. وی مدرک دکترای پزشکی خود را در سال ۱۸۷۰ از دانشگاه لایپزیگ گرفت و مدتی به تدریس مامایی پرداخت. وی مدتی بعد رئیس بیمارستان سلطنتی زنان و زایمان درسدن شد. نام او امروزه به سبب ابداع مانورهای لئوپولد در یادها مانده است که ۴ مانور کلاسیک برای تعیین نحوه قرارگیری جنین در رحم است. این معاینه در روزگاری که سونوگرافی نبود، بسیار مهم بود و به پزشک کمک می کرد تا محل سر، پاها و پشت جنین را در رحم تعیین و نوع قرارگیری آن را مشخص کند. او در نگارش کتابی دربارهٔ مامایی هم مشارکت داشت. لئوپولد را نباید با پزشک متخصص زنان و زایمان دیگری به نام لئوپولد لاندائو که در همان دوران می‌زیست، اشتباه گرفت.